# Isla Smith

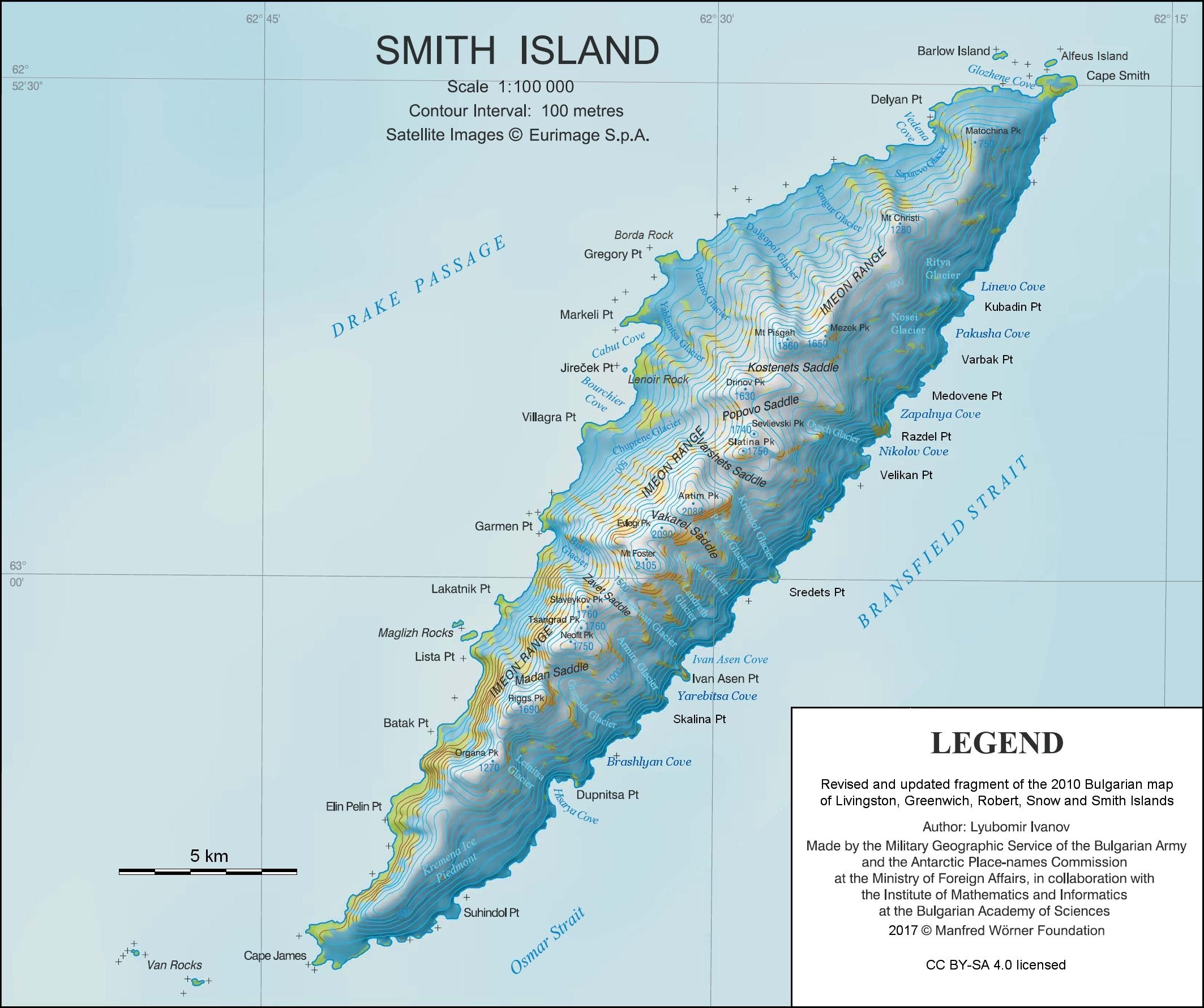
Topographic map of Smith Island

La isla Smith es una isla de la Antártida, perteneciente a las islas Shetland del Sur. Se ubica en el extremo occidental del archipiélago y está a unos 25 km al norte de la isla Baja y a unos 35 km al suroeste de la isla Nevada. La isla Decepción dista 72 km hacia el este, y la península Antártica unos 140 km. Sus costas se encuentran bañadas por el océano Glacial Antártico
Es una isla montañosa con picos cubiertos de nieve que mide 29 km de largo por 8 km de ancho y tiene una forma ojival y alargada, con un área de 206 km² y una altitud máxima de 2042 metros sobre el nivel del mar. Cuenta con 83 km de costa. Su extremo suroccidental es el cabo James.
El nombre lo recibió como homenaje al capitán inglés William Smith, quien fue el primero en notificar el descubrimiento del archipiélago en 1819.

## Reclamaciones territoriales
Argentina incluye a la isla en el departamento Antártida Argentina dentro de la provincia de Tierra del Fuego, Antártida e Islas del Atlántico Sur; para Chile forma parte de la comuna Antártica de la provincia Antártica Chilena dentro de la Región de Magallanes y de la Antártica Chilena; y para el Reino Unido integra el Territorio Antártico Británico. Las tres reclamaciones están sujetas a las disposiciones del Tratado Antártico.
Nomenclatura de los países reclamantes: 
- Argentina: isla Smith
- Chile: isla Smith
- Reino Unido: Smith Island

## Mapa
- L.L. Ivanov. Antarctica: Livingston Island and Greenwich, Robert, Snow and Smith Islands. Scale 1:120000 topographic map.  Troyan: Manfred Wörner Foundation, 2009.  ISBN 978-954-92032-6-4

## Referencias

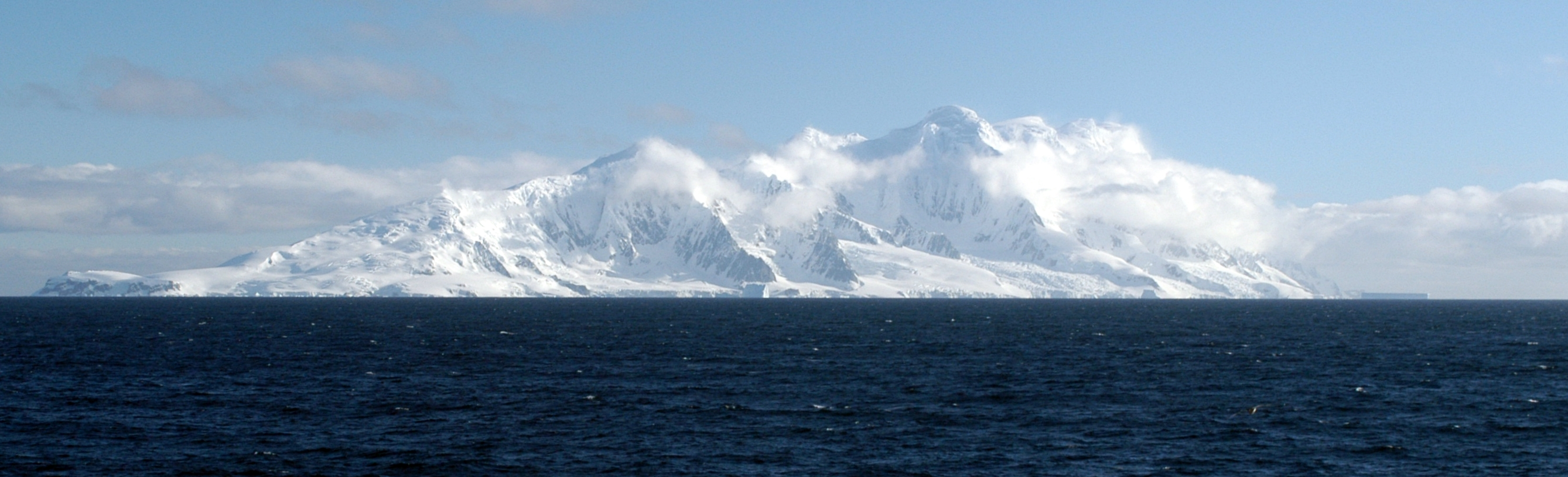
Isla Smith vista de sureste.